# 뽀 인타라빨릿

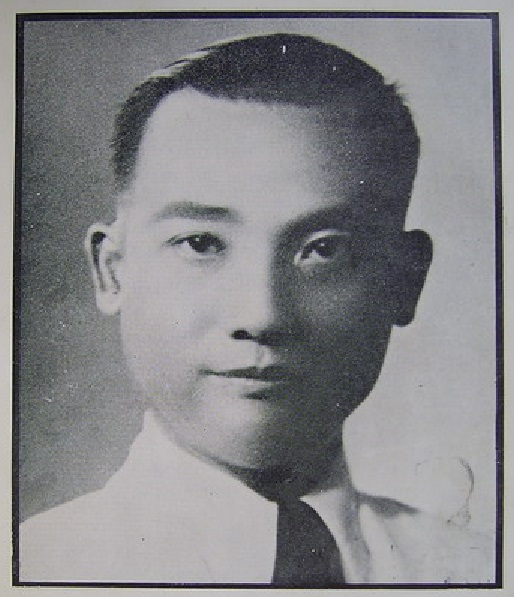

뽀 인타라빨릿(태국어: ป. อินทรปาลิต, 1912년 5월 12일 - 1968년 9월 25일) 또는 필명으로 쁘리차 인타라빨릿(태국어: ปรีชา อินทรปาลิต)은 태국의 유머 작가이다. 쁘리차는 수많은 작품을 썼는데, 대표작인 연작 유머집 《세 친구(태국어: สามเกลอ 삼끌르[*])》에는 2천 편에 달하는 유머 단편이 담겨 있다. 또 1936년에는 방라짠에서 벌어진 유명한 버마군과의 전투를 소설화하기도 했다. 태국의 학자들은 이 소설을 '반드시 읽어야 할 태국 작품 100선' 중 하나로 꼽기도 했다.
《세 친구》 연작 중 첫 권인 《아이 푸잉》은 1938년 출판되었는데 출간되자마자 베스트셀러가 되어 첫 주에 2만 부가 팔리는 성과를 냈다. 이 연작물은 호색한인 세 친구와 그 가족들에 얽힌 이야기를 유머러스하게 펼쳐내고 있다. 작품에서 실생활에 밀접한 레스토랑, 나이트 클럽, 당대의 유명인들을 언급하고 있으므로 역사가들과 문학자들은 1938년부터 1968년까지의 태국 사회에 대한 이해를 높이기 위해 이를 참조하기도 한다.